# Rue Vésale
La rue Vésale est une voie située dans le quartier du Jardin-des-Plantes du 5e arrondissement de Paris.

## Situation et accès

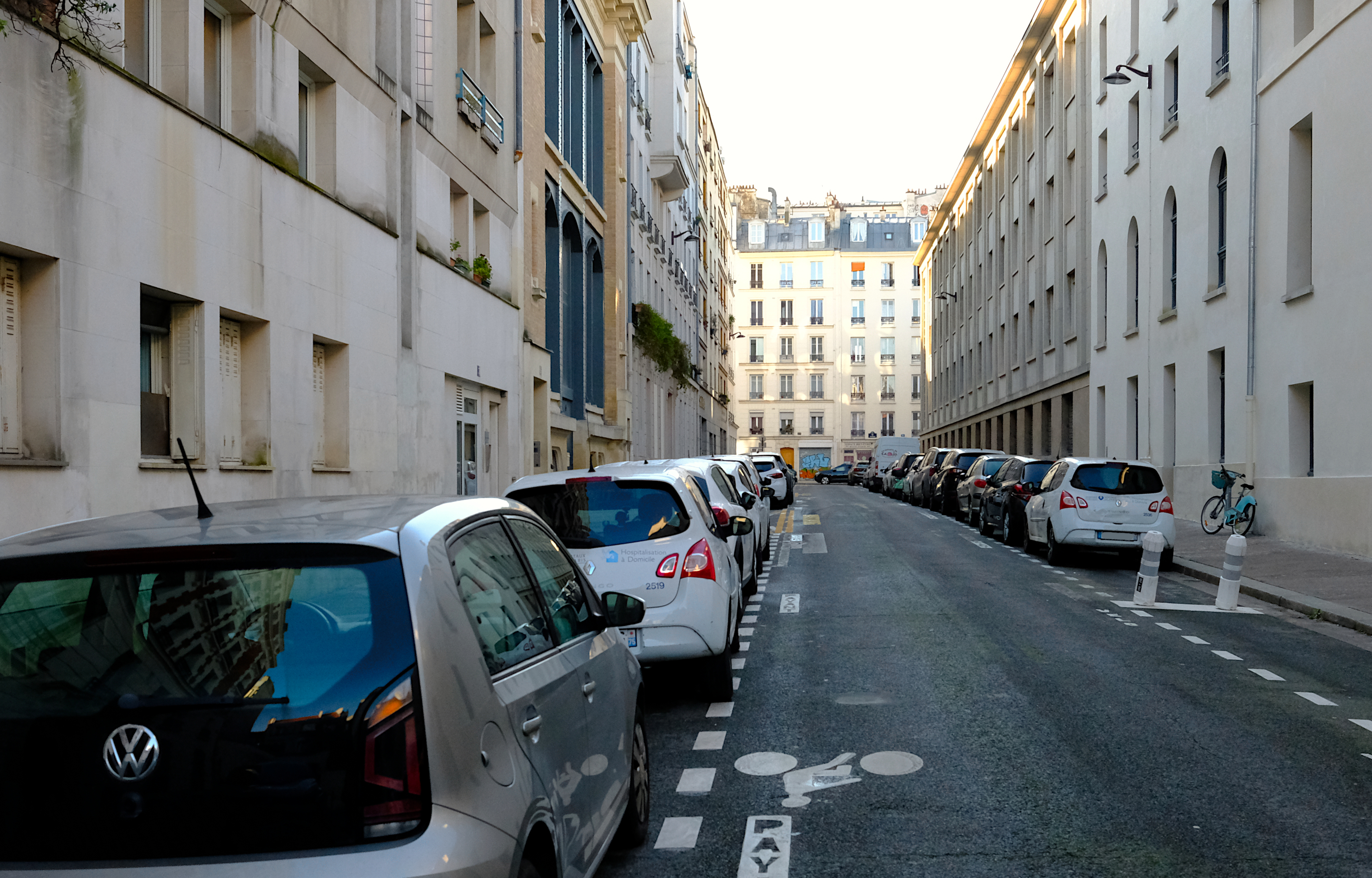
La rue vue en direction de la rue de la Collégiale.

La rue Vésale est desservie à proximité par la ligne 7 à la station Les Gobelins.

## Origine du nom
Elle porte le nom d'André Vésale (1514-1564), un anatomiste flamand.

## Historique

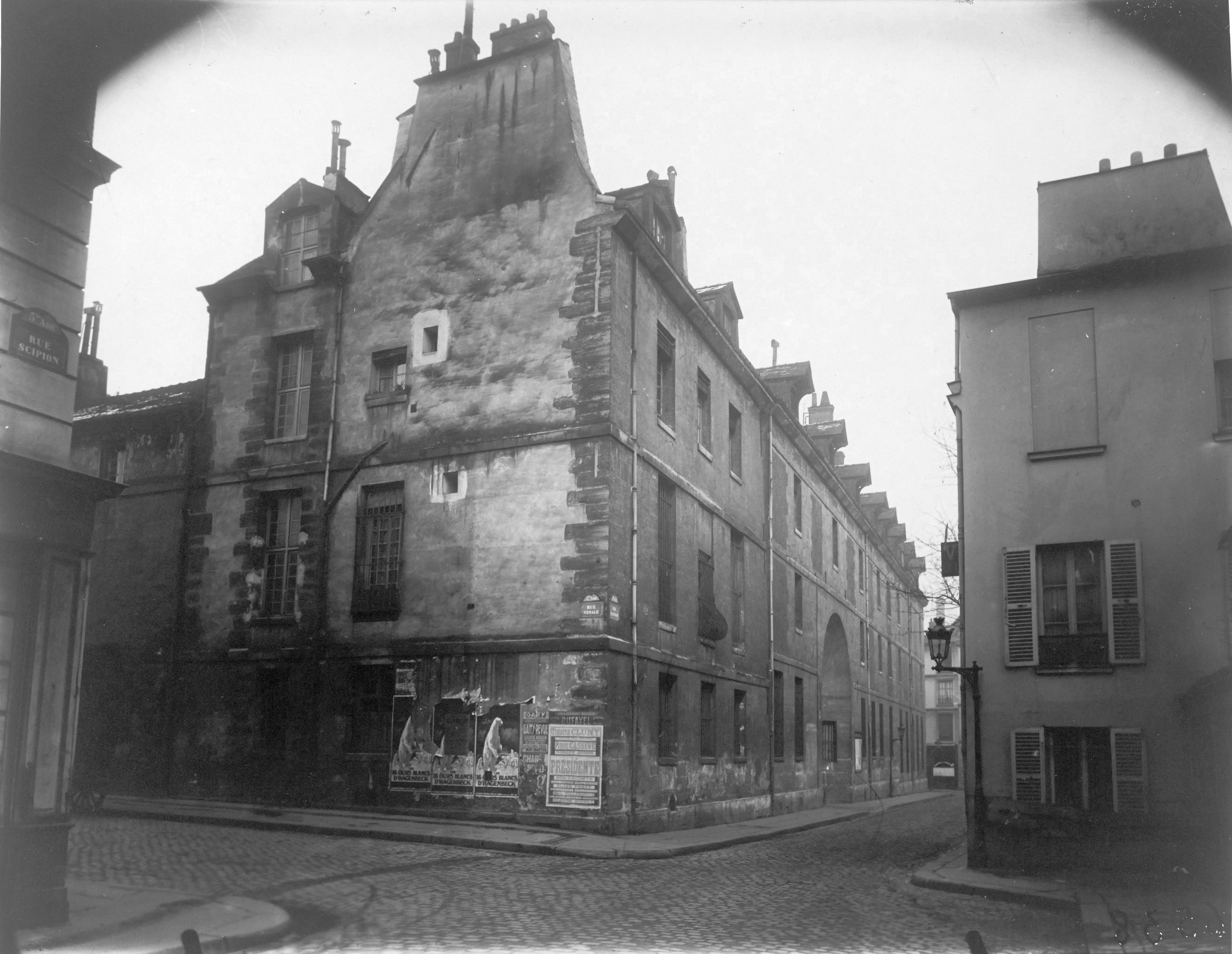
Angle de la rue avec la rue Scipion et l'hôtel Scipion en 1924 (photo d'Eugène Atget).

Cette rue constitue une ancienne partie de la rue du Petit-Moine qui reliait l'avenue des Gobelins (alors rue Mouffetard) à la rue Scipion. Retracée en 1858, elle prend en 1867 le nom de « rue Vésale ».

## Bâtiments remarquables et lieux de mémoire
- À l'angle avec la rue de la Collégiale se trouve l'une des entrées de l'hôpital de la Collégiale.
- Au no 5, le site de l'ancienne station des Gobelins de la Compagnie parisienne de distribution d'électricité, aujourd'hui désaffectée, qui servit de 1976 à 2006 de « local politique » contre loyer modique à Jean Tiberi qui a fait l'objet d'une procédure pour « occupation sans droit ni titre » dans le cadre des affaires des faux-électeurs de la mairie du 5e[2]. En 2011-2012, la mairie de Paris entreprend de restaurer et de restructurer le site, le transformant en un centre d'accueil de longue durée pour personnes en difficulté et sans-abris sous l'égide de l'association Les Enfants du canal[3].
- Au no 9, l'École supérieure d'informatique, électronique, automatique.
- L'hôtel Scipion qui abritait la boulangerie des Hôpitaux de Paris.

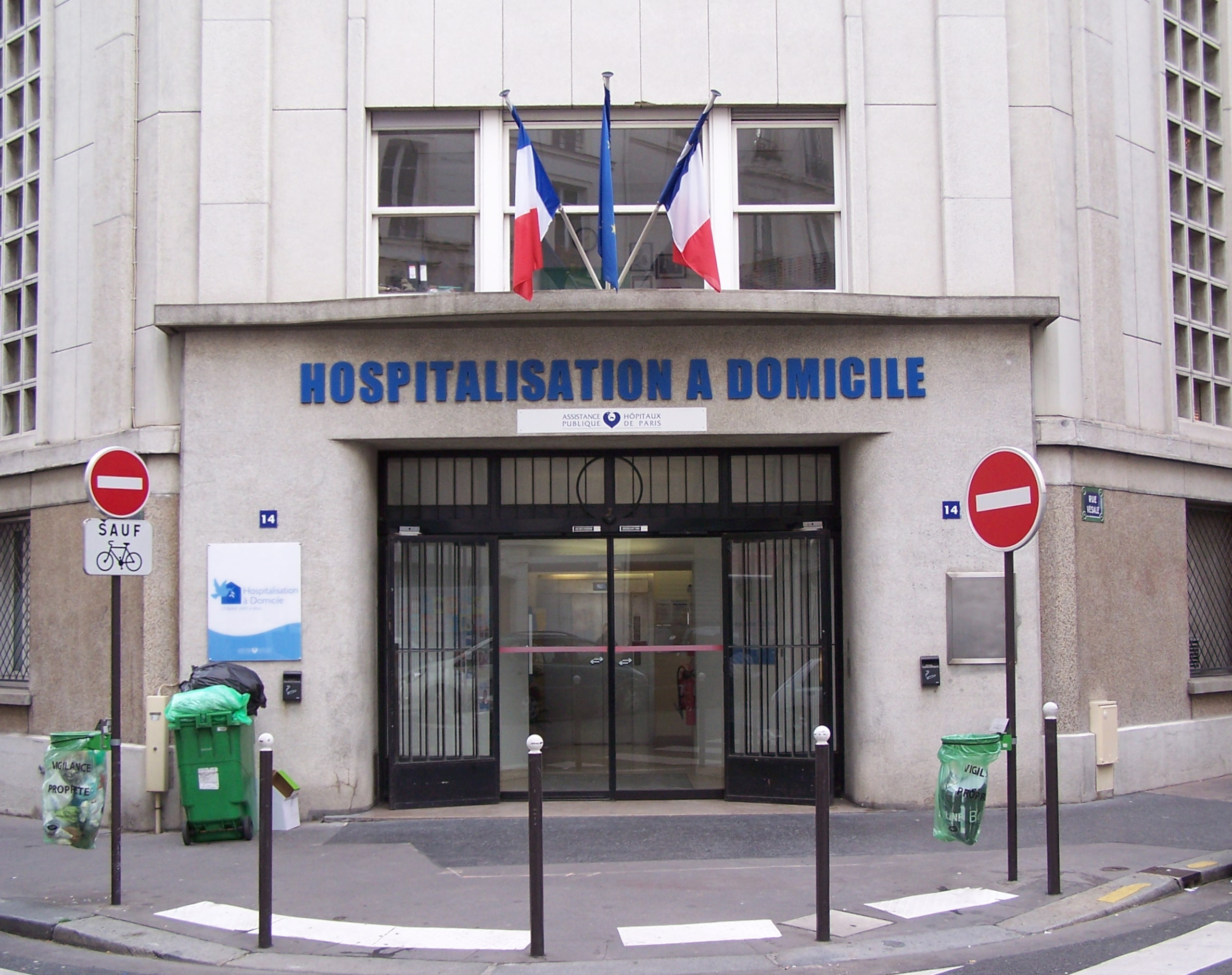
Entrée annexe de l'hôpital de la Collégiale.
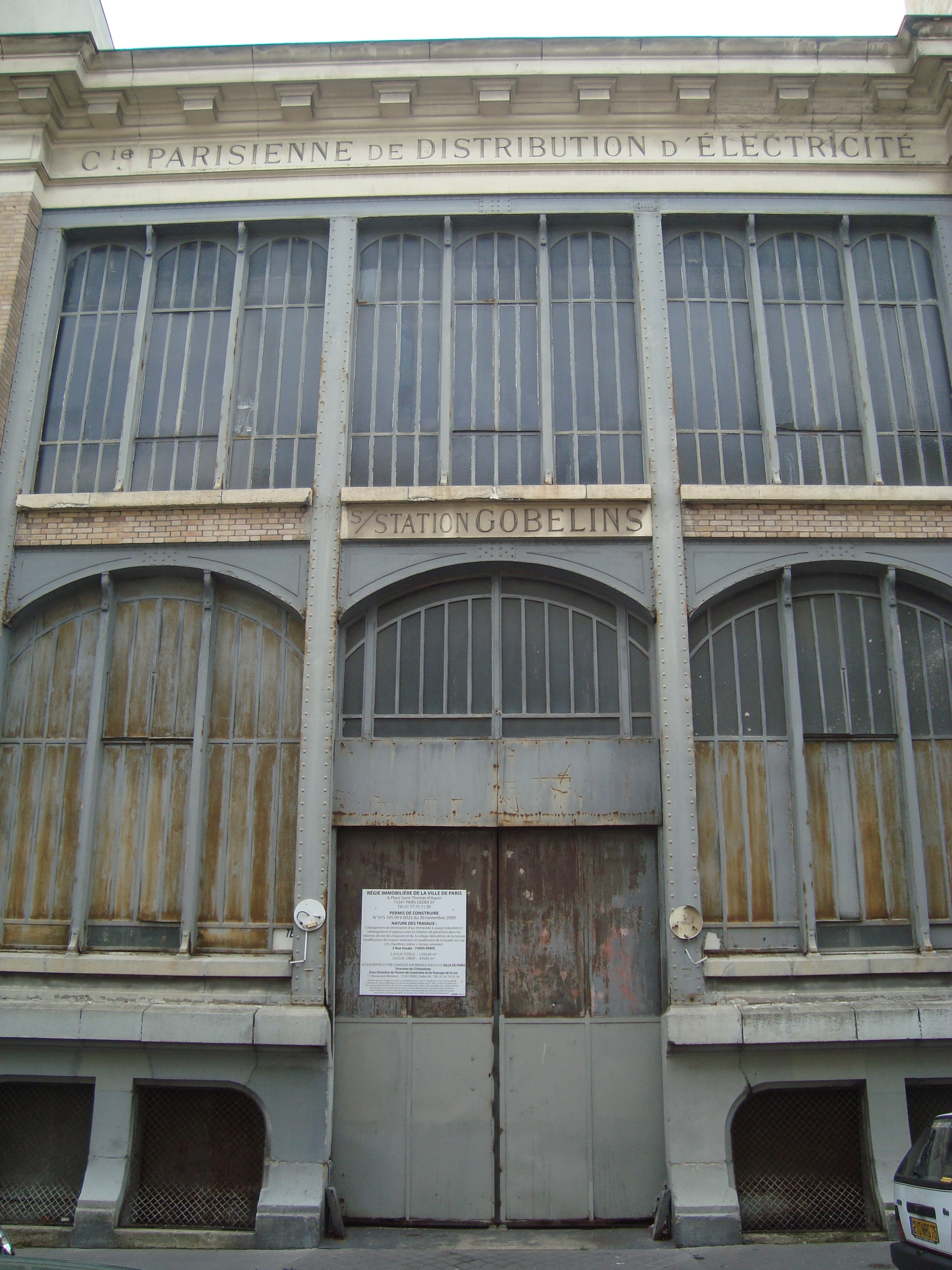
La station Gobelins de la Compagnie parisienne d'électricité.
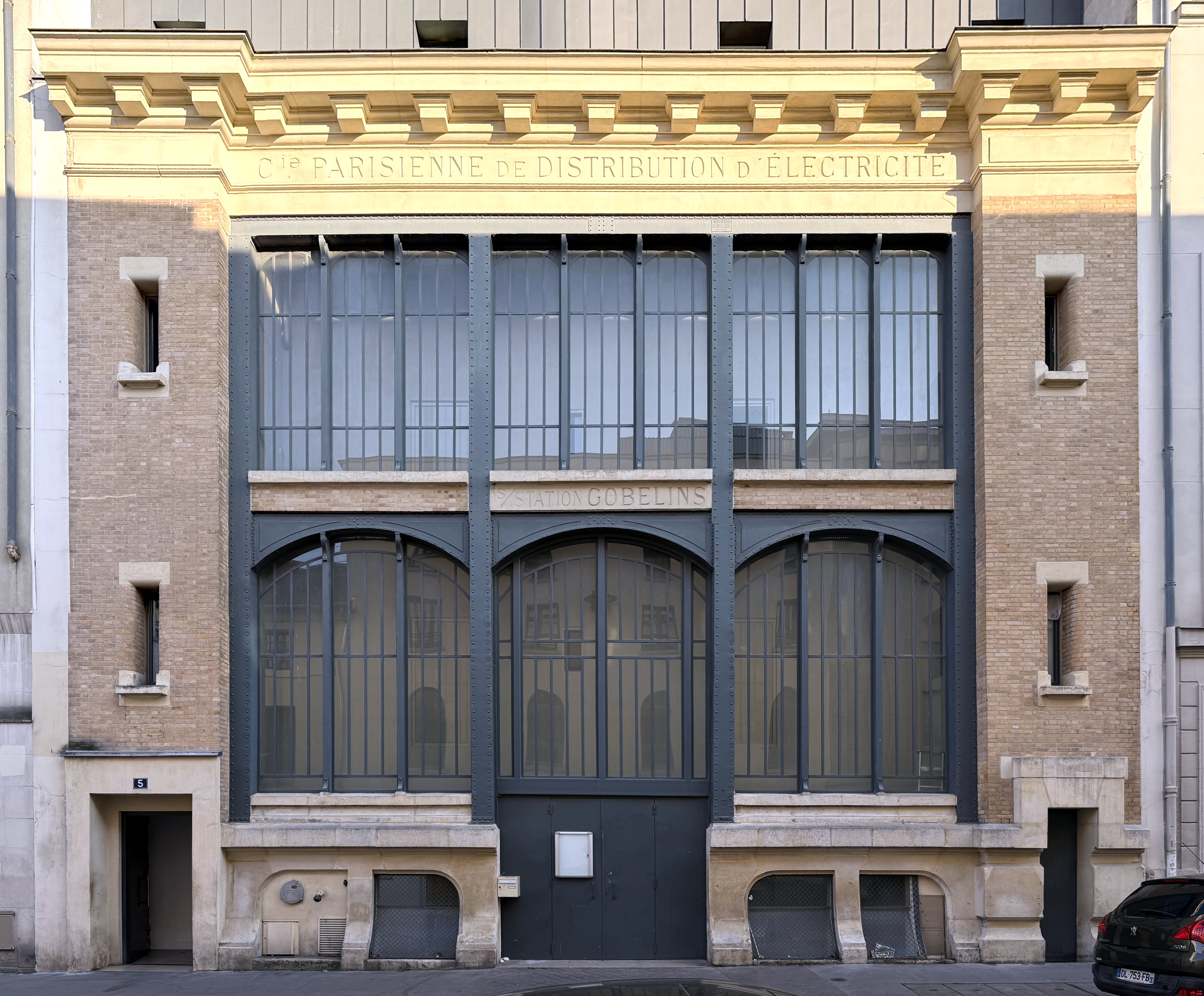
Le bâtiment restructuré en 2025.